# Āq Owlar
Āq Owlar (persiska: آق اولر, Āqevlar) är en ort i Iran.   Den ligger i provinsen Gilan, i den nordvästra delen av landet, 300 km nordväst om huvudstaden Teheran. Āq Owlar ligger 1 085 meter över havet och antalet invånare är 181.
Terrängen runt Āq Owlar är huvudsakligen bergig, men den allra närmaste omgivningen är kuperad. Āq Owlar ligger nere i en dal. Runt Āq Owlar är det ganska glesbefolkat, med 45 invånare per kvadratkilometer. Närmaste större samhälle är Āgh Bolāgh, 18,6 km sydväst om Āq Owlar. Trakten runt Āq Owlar består i huvudsak av gräsmarker.